# Campionato mondiale maschile under 21 di pallavolo
Il campionato mondiale maschile under 21 di pallavolo è una competizione pallavolistica per squadre nazionali, riservata a giocatori con un'età inferiore di 21 anni, organizzata con cadenza biennale dalla FIVB.

## Edizioni
| Edizione      | Edizione        | Podio            | Podio     | Podio            |
| Anno          | Organizzatore   | Campione         | Seconda   | Terza            |
| ------------- | --------------- | ---------------- | --------- | ---------------- |
| 1977 Dettagli | Brasile         | Unione Sovietica | Cina      | Brasile          |
| 1981 Dettagli | Stati Uniti     | Unione Sovietica | Brasile   | Corea del Sud    |
| 1985 Dettagli | Italia          | Unione Sovietica | Italia    | Cuba             |
| 1987 Dettagli | Bahrein         | Corea del Sud    | Cuba      | Unione Sovietica |
| 1989 Dettagli | Grecia          | Unione Sovietica | Giappone  | Brasile          |
| 1991 Dettagli | Egitto          | Bulgaria         | Italia    | Unione Sovietica |
| 1993 Dettagli | Argentina       | Brasile          | Italia    | Cecoslovacchia   |
| 1995 Dettagli | Malaysia        | Russia           | Brasile   | Italia           |
| 1997 Dettagli | Bahrein         | Polonia          | Brasile   | Russia           |
| 1999 Dettagli | Thailandia      | Russia           | Francia   | Brasile          |
| 2001 Dettagli | Polonia         | Brasile          | Russia    | Venezuela        |
| 2003 Dettagli | Iran            | Polonia          | Brasile   | Bulgaria         |
| 2005 Dettagli | India           | Russia           | Brasile   | Cuba             |
| 2007 Dettagli | Marocco         | Brasile          | Russia    | Iran             |
| 2009 Dettagli | India           | Brasile          | Cuba      | Argentina        |
| 2011 Dettagli | Brasile         | Russia           | Argentina | Serbia           |
| 2013 Dettagli | Turchia         | Russia           | Brasile   | Italia           |
| 2015 Dettagli | Messico         | Russia           | Argentina | Cina             |
| 2017 Dettagli | Rep. Ceca       | Polonia          | Cuba      | Russia           |
| 2019 Dettagli | Bahrein         | Iran             | Italia    | Brasile          |
| 2021 Dettagli | Italia Bulgaria | Italia           | Russia    | Polonia          |
| 2023 Dettagli | Bahrein         | Iran             | Italia    | Bulgaria         |

## Medagliere
| Pos. | Squadra          | 1º posto | 2º posto | 3º posto | Totale |
| ---- | ---------------- | -------- | -------- | -------- | ------ |
| 1    | Russia           | 6        | 3        | 2        | 11     |
| 2    | Brasile          | 4        | 6        | 4        | 14     |
| 3    | Unione Sovietica | 4        | -        | 2        | 6      |
| 4    | Polonia          | 3        | -        | 1        | 4      |
| 5    | Iran             | 2        | -        | 1        | 3      |
| 6    | Italia           | 1        | 5        | 2        | 8      |
| 7    | Bulgaria         | 1        | -        | 2        | 3      |
| 7    | Corea del Sud    | 1        | -        | 1        | 2      |
| 9    | Cuba             | -        | 3        | 2        | 5      |
| 10   | Argentina        | -        | 2        | 1        | 3      |
| 11   | Cina             | -        | 1        | 1        | 2      |
| 12   | Giappone         | -        | 1        | -        | 1      |
| 12   | Francia          | -        | 1        | -        | 1      |
| 14   | Cecoslovacchia   | -        | -        | 1        | 1      |
| 14   | Serbia           | -        | -        | 1        | 1      |
| 14   | Venezuela        | -        | -        | 1        | 1      |